# Tellerwende

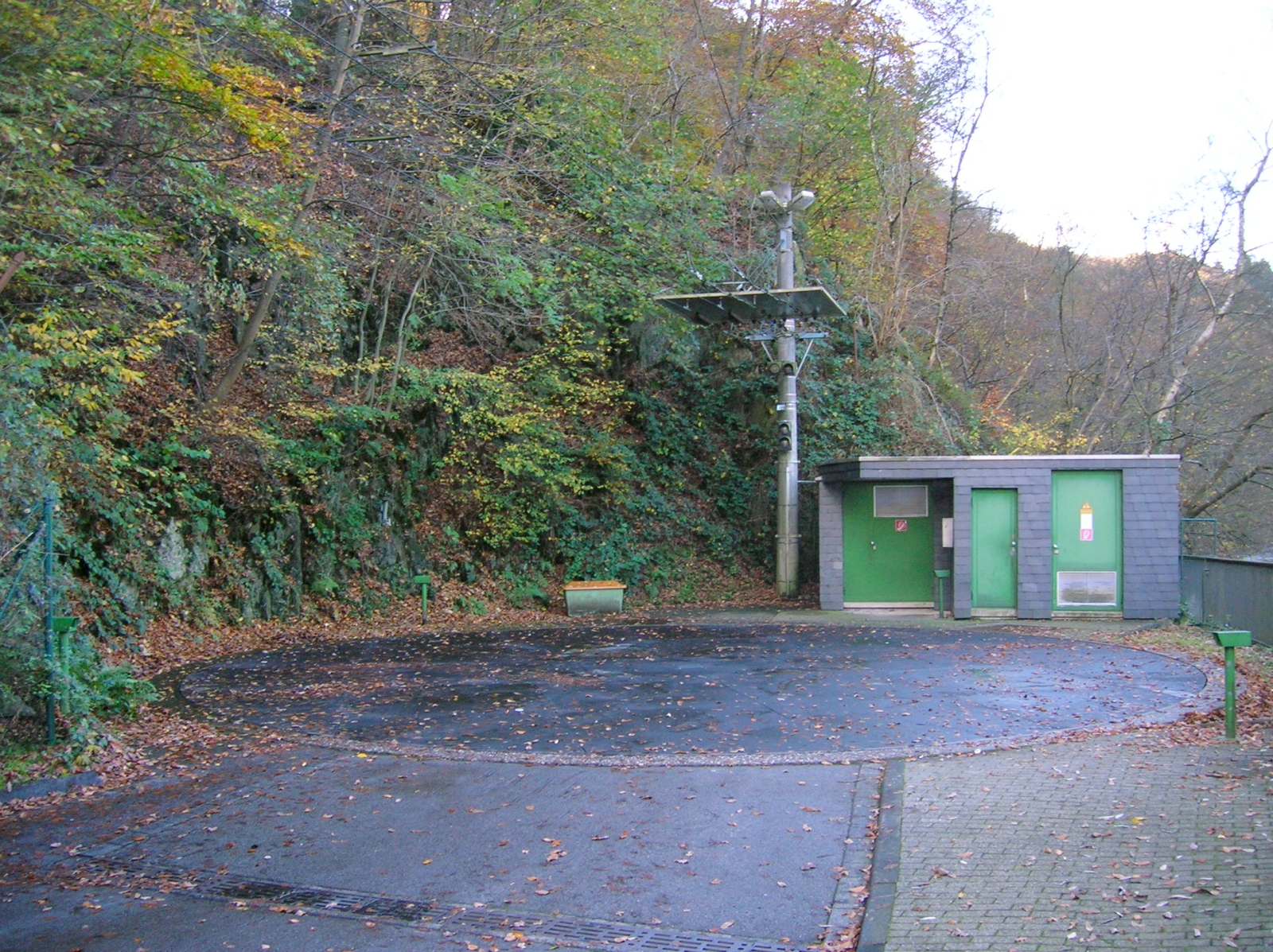
Drehscheibe Unterburg

Als Tellerwende wird ein horizontales Umdrehen eines Objekts, vorzugsweise eines Fahrzeugs um die Vertikalachse bezeichnet, ebenso ein Verlauf, der dem nahekommt. Dieses Verfahren ist abgegrenzt zu betrachten zum üblichen Wenden von in Produktion befindlichen Kraftfahrzeugen, bei dem das Werkstück eine bogenartige Bewegung durchläuft.
Der Begriff bezeichnet auch eine Art der Wende beim Rückenschwimmen, bei der die Rückenlage nicht verlassen wird. Bei der Ankunft an der Beckenwand schlägt die vordere Hand unter der Wasseroberfläche mit den Fingerspitzen nach unten gerichtet an der Beckenwand an. Anschließend werden die Beine in Richtung Oberkörper angewinkelt und der Körper um die Querachse mit den Füßen voran zur Wand gedreht. Dadurch verlässt die anschlagende Hand die Beckenwand und der Schwimmer streckt beide Hände in die neue Schwimmrichtung. Als letztes stößt sich der Schwimmer mit den Beinen von der Wand des Schwimmbeckens ab und schwimmt in entgegengesetzter Richtung weiter.